# عدالة 4 مارس 2021
عدالة 4 مارس 2021 تسمى أيضًا عدالة 4 مارس النسائية أقيمت في 15 مارس 2021 في جميع أنحاء أستراليا. تضمن الاحتجاج سلسلة من الأحداث في المدن الأسترالية الكبرى بما في ذلك عاصمة البلاد كانبيرا. الاحتجاجات وقعت في 40 مدينة في أستراليا، قدر المنظمون حضور 110.000 شخص، بما في ذلك زعيم المعارضة الفيدرالية بالإضافة إلى سياسيين آخرين من الأحزاب السياسية الرئيسية.

## خلفية
تم تنظيم الاحتجاجات في أعقاب عدم استجابة الحكومة الفيدرالية الأسترالية للتقارير التي تفيد بأن موظفة سياسية بريتاني هيغينز تعرضت للاغتصاب في مبنى البرلمان الأسترالي في كانبيرا، وأنه تم تقديم مزاعم تاريخية بالاغتصاب ضد النائب العام للبلاد كريستيان بورتر أثناء شبابه.
ذكر منظمو الاحتجاج أيضًا أن أحد العوامل المهمة التي ألهمت الحدث كان الإفصاح العام وشهادات المضايقات والاعتداء من فتيات المدارس السابقات والتي تم جمعها من قبل الناشطة شانيل كونتوس التي كانت تقوم بحملات للمدارس لتحسين تعليماتنا المتعلقة بالموافقة الجنسية.

## الاحتجاجات
تم تنظيم الاحتجاج في البداية من قبل جانين هندري وهي أكاديمية ومصممة ورائدة أعمال مقيمة في كانبيرا. قبل حدث 15 مارس سعى هندري للضغط على وزير الحكومة مايكل ماكورماك للرد على الحدث القادم تحت عنوان تقرير لجنة حقوق الإنسان الأسترالية حول التمييز على أساس الجنس. كان التقرير نتاج تحقيق وطني استمر 18 شهرًا أجرته اللجنة، وفحص قضية التحرش الجنسي في أماكن العمل الأسترالية. لم يقدم مكورماك تأكيدات محددة بأن الحكومة ستتابع هذه القضية.
تم تنظيم أحداث الاحتجاج في أكثر من 40 موقعًا في أستراليا، بما في ذلك المدن الكبرى وكذلك البلدات الريفية. وقد صدق المجلس الأسترالي للنقابات على الأحداث.

## المطالب
أدرج منظمو الاحتجاج أربعة أهداف لأحداث الاحتجاج، موصوفة في التماسهم إلى الحكومة الأسترالية:
- تحقيقات مستقلة كاملة في جميع حالات العنف الجنساني والإحالة في الوقت المناسب إلى السلطات المختصة. المساءلة العامة الكاملة عن النتائج.
- التنفيذ الكامل للتوصيات الـ 55 الواردة في تقرير احترام العمل الصادر عن لجنة حقوق الإنسان الأسترالية بشأن التحقيق الوطني في التحرش الجنسي في أماكن العمل الأسترالية لعام 2020.
- رفع التمويل العام لمنع العنف الجنساني إلى أفضل الممارسات العالمية.
- سن قانون اتحادي للمساواة بين الجنسين لتعزيز المساواة بين الجنسين. يجب أن يشمل تدقيق المساواة بين الجنسين للممارسات البرلمانية.

وقعت الاحتجاجات في أكثر من 40 مدينة في أستراليا بما في ذلك جميع عواصم الولايات والأقاليم.